# Qantassaure
El qantassaure (Qantassaurus, "llangardaix de Qantas") és un gènere de dinosaure bípede i herbívor que va viure al Cretaci inferior, fa uns 115 milions d'anys, a Austràlia, quan el continent encara estava al sud del cercle polar antàrtic. Tenia les dimensions d'un cangur gris occidental i un ulls enormes que li permetien veure en la nit polar. Fou descobert per Patricia Vickers-Rick i el seu marit Tom Rich a prop d'Inverloch l'any 1996 i fou anomenat en referència a Qantas, l'aerolínia australiana.